# 泽西特快队
泽西特快队（英語：Jersey Express），原名纽瓦克特快队（英語：Newark Express），是美国篮球协会蓝区（东部联盟）的一支球队，球队成立于2005年，球队主席马萨·布朗特（Marsha Blount）和总经理杰奎琳·哈嘉德（Jacqueline Halyard）共同拥有这支球队。球队目前主场设在新泽西州纽瓦克的埃塞克县学院球馆内。